# Michele Gervasio
Michele Gervasio (Monteverde, 1877 – Torre a Mare, 5 dicembre 1961) è stato un archeologo italiano.

## Biografia
Laureatosi in Lettere nel 1902 all'Università di Napoli con Ettore Pais, discutendo una tesi sulle guerre puniche, conseguì in seguito il diploma di perfezionamento in archeologia presso l'Università di Roma studiando con Emanuel Löwy e Federico Halbherr; proseguì gli studi ad Atene presso l'Istituto archeologico germanico sotto la guida di Karl Julius Beloch. Il 6 agosto del 1909 scoprì con Angelo Mosso e Francesco Samarelli il dolmen della Chianca, nell'agro di Bisceglie.

Dal 1909 al 1958 fu ininterrottamente direttore del museo archeologico di Bari. Tra il 1937 e il 1939 diresse alcuni scavi dell'antico villaggio di Canne, alla ricerca del luogo esatto dell'omonima battaglia, scoprendo un ossario ritenuto a lungo quello dei caduti del 216 a.C., più tardi ritenuto come sepolcreto di epoca medievale. Di diverso avviso Renato Russo che propende per la correttezza della originaria tesi del Gervasio Numerosissimi i suoi saggi su riviste e giornali quali "Japigia" (di cui fu cofondatore e primo segretario di redazione), "Corriere delle Puglie", "La Gazzetta del Mezzogiorno". Oltre agli scritti su Canne, le sue opere più importanti sono il libro su I dolmen e la civiltà del bronzo nelle Puglie, il catalogo della pinacoteca provinciale di Bari (pubblicato da Laterza nel 1930) e la voce Canne nell'Enciclopedia dell'arte antica, Roma, Istituto della Enciclopedia Italiana, 1959.
È il padre del compositore Raffaele Gervasio.

## Opere principali
- Voce Curia in Dizionario epigrafico di antichità romane, Roma, Pasqualucci, 1907
- Per la storia delle legioni 15^ Apollinaris e 20^ Valeria Victrix, Roma, Ermanno Loescher & C., 1910
- I dolmen e la civiltà del bronzo nelle Puglie, Trani, Vecchi, 1913
- Il castello di Bari, Bari, Società editrice tipografica, 1927
- La pinacoteca provinciale di Bari, Bari, Laterza, 1930
- I rapporti tra le due sponde dell'Adriatico nella eta preistorica, Bari, Alfredo Cressati, 1934
- Scavi di Canne, Bari, Alfredo Cressati, 1939
- Canne della Battaglia, Bari, Ente Provinciale per il Turismo, 1956